# Mato (Palas de Rey)
Mato (llamada oficialmente San Xoán do Mato) es una parroquia y una aldea española del municipio de Palas de Rey, en la provincia de Lugo, Galicia.

## Otras denominaciones
La parroquia también es conocida por el nombre de San Xoán de Mato.

## Organización territorial
La parroquia está formada por trece entidades de población:

### Entidades de población
Entidades de población que forman parte de la parroquia:
- Barreiro (Barreira)
- Campanilla (A Campanilla)
- Campaña
- Casanova
- Florida (A Florida)
- Fonte de Mouros
- Mato (O Mato)
- Ponte Campaña (A Ponte Campaña)
- Porto de Bois
- Romariz
- Soná
- Vilacendoy (Vilacendoi)

### Despoblado
Despoblado que forma parte de la parroquia:
- Candieira

## Demografía

### Parroquia
| Gráfica de evolución demográfica de Mato (parroquia) entre 2000 y 2020 |
|                                                                        |
| Datos según el nomenclátor publicado por el INE.                       |

### Aldea
| Gráfica de evolución demográfica de Mato (aldea) entre 2000 y 2020 |
|                                                                    |
| Datos según el nomenclátor publicado por el INE.                   |